# سرفيد النرجس
سِرفيد النرجس أو ذبابة النرجس الكبيرة (الاسم العلمي: Merodon equestris )، هي نوع من السرفات. مثل العديد من السرفات الأخر، فإنه يعرض نمط تلوين مشابه للحشرة اللاذعة ( نحلة طنانة في هذه الحالة) لتكون حيلة دفاعية تطورية.